# Menemerus plenus
Menemerus plenus là một loài nhện trong họ Salticidae.
Loài này thuộc chi Menemerus. Menemerus plenus được Wanda Wesołowska & Antonius van Harten miêu tả năm 1994.